# 戸出御蔵

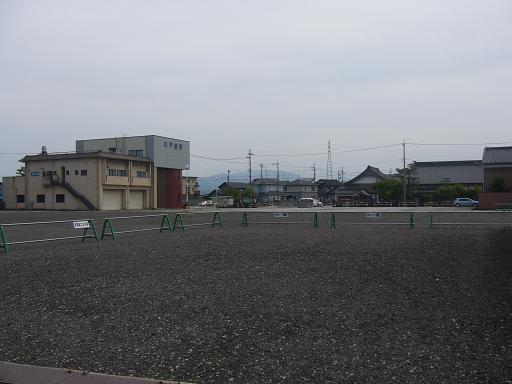
戸出御蔵跡

戸出御蔵（といでおくら）は、加賀藩の藩蔵である「御蔵」のひとつであり、砺波郡で最大の御蔵だった。現在の富山県高岡市戸出町2丁目に存在した。1654年（承応3年）に造られ、廃藩置県後は県有となった後に一部は売却され残りは取り壊された。御蔵が廃止された後、その跡には会社や店舗などが建てられたが、現在は更地となっている。

## 概要
加賀藩は領内各地に藩の年貢米を収納する倉庫を設け、この倉庫を「御蔵」と呼んでいた。9,344石を貯蔵することができた戸出御蔵は砺波郡最大の御蔵であった。
戸出地区に御蔵が置かれた理由は、砺波地域の物流動脈であった千保川が当時戸出御蔵のすぐ東側に流れており米の集積運搬に大変適していたこと、また上使街道、井波道、城端道（加賀街道）などの多くの街道が交わる点でこの地が米の集積に適していたことなどが考えられる。

## 変遷
当初の戸出御蔵は1654年（承応3年）に1棟1囲の御蔵として建てられた。
1660年（万治3年）、大清水御蔵（高岡市戸出大清水）が廃止され、戸出御蔵へ統合された。これは1棟3囲の御蔵である。
その後近郊の開拓が進み御蔵が手狭となったため、和田新町（高岡市和田、北島）にあり空き蔵となっていた作食蔵（さじきぐら、収穫期までの期間農民に貸与する米を貯蔵する蔵のこと）が戸出へ移築された。1803年（享和3年）11月3日、和田新町にて蔵は取り壊され材木は祖父川を使って輸送さて、同月29日に戸出で完工した。
1847年（弘化4年）、1棟の備荒蔵（びこうぐら、凶作に備えてもみを蓄える蔵のこと）が建てられた。
藩政末の1864年（元治元年）には、1棟4囲の囲穀蔵（いこくぐら、備荒や米価調整のためのに米を貯蔵する蔵のこと）が建てられた。さらに1865年（慶応元年）、1866年（慶応2年）にそれぞれ1棟4囲ずつ建てられた。
廃藩置県後の1873年（明治6年）時点では、米蔵が3棟12囲、囲穀蔵が4棟10囲、計量小屋2棟が建っており、貯蔵米は9,344石であった。
廃藩置県後は「県蔵」と呼ばれた蔵だが1874年（明治7年）に廃止となった。蔵は取り壊されて、敷地は民間へ払い下げられた。
明治時代以降、この地には、戸出物産株式会社、戸出撚糸、カネボウ戸出、ファミリープラザハニー（スーパーマーケット）などが所在していたが、2007年（平成19年）の春にファミリープラザハニーが取り壊わされた後は更地となっている。

## 米の搬出
戸出御蔵が建てられた当初は、御蔵のすぐ東側を川が流れていた千保川を使って川下へ運搬していた。
1714年（正徳4年）に庄川の本流が現在の流れである中田側に移り千保川の水量が低下した後、米は馬で祖父川沿いの本保波止場（高岡市本保）まで運ばれそこから船積みして川下へ運ばれた。
その後は、より御蔵に近い千保川の波止場（現在の高岡市戸出町1丁目）から船積みされるようになった。搬出米は川下の吉久御蔵や伏木御蔵へ一旦集積された後、北前船で大阪方面へと運ばれた。

## 米の搬入

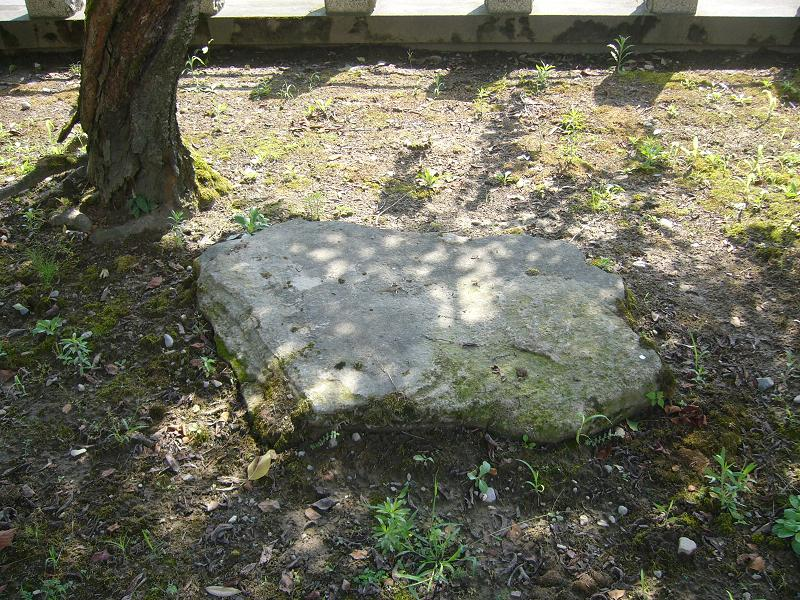
伊勢領御収納道の石橋に使用されていた石

戸出御蔵へ米を搬入する道は決められており、「御収納道」と呼ばれ、その道や橋は当時としては大変よく整備されていた。中之宮神社や夏住神社の境内には御収納道に使われた石橋の石が保存されている。

## 町蔵
藩の収納米を収める「御蔵」と区別して、加賀藩士が藩から与えられた知行地からの年貢米を収める蔵を「町蔵」と呼んだ。町蔵は知行地近くで資産のある商家の多い町に置かれた。これら知行米を収める町蔵を管理した商家は「蔵宿」と呼ばれ、財力と信頼がおける商家が選ばれた。
1662年（寛文2年）時点で、砺波郡において町蔵が置かれていたのは城端、今石動、戸出、福光の4箇所のみであった。
これらの町蔵にも7,000～8,000石程度の米が収納された。江戸時代の戸出はまさに米蔵と共に発展してきた町であるといえる。

## その他
戸出御蔵の蔵番としては牧家が代々務めていた。牧家の家紋は「丸に十字」であり島津藩出身であるといわれている。現在でも戸出には、御蔵番の末裔に当たる「丸に十字」の牧姓の家が多い。